# Mabuchi Motor

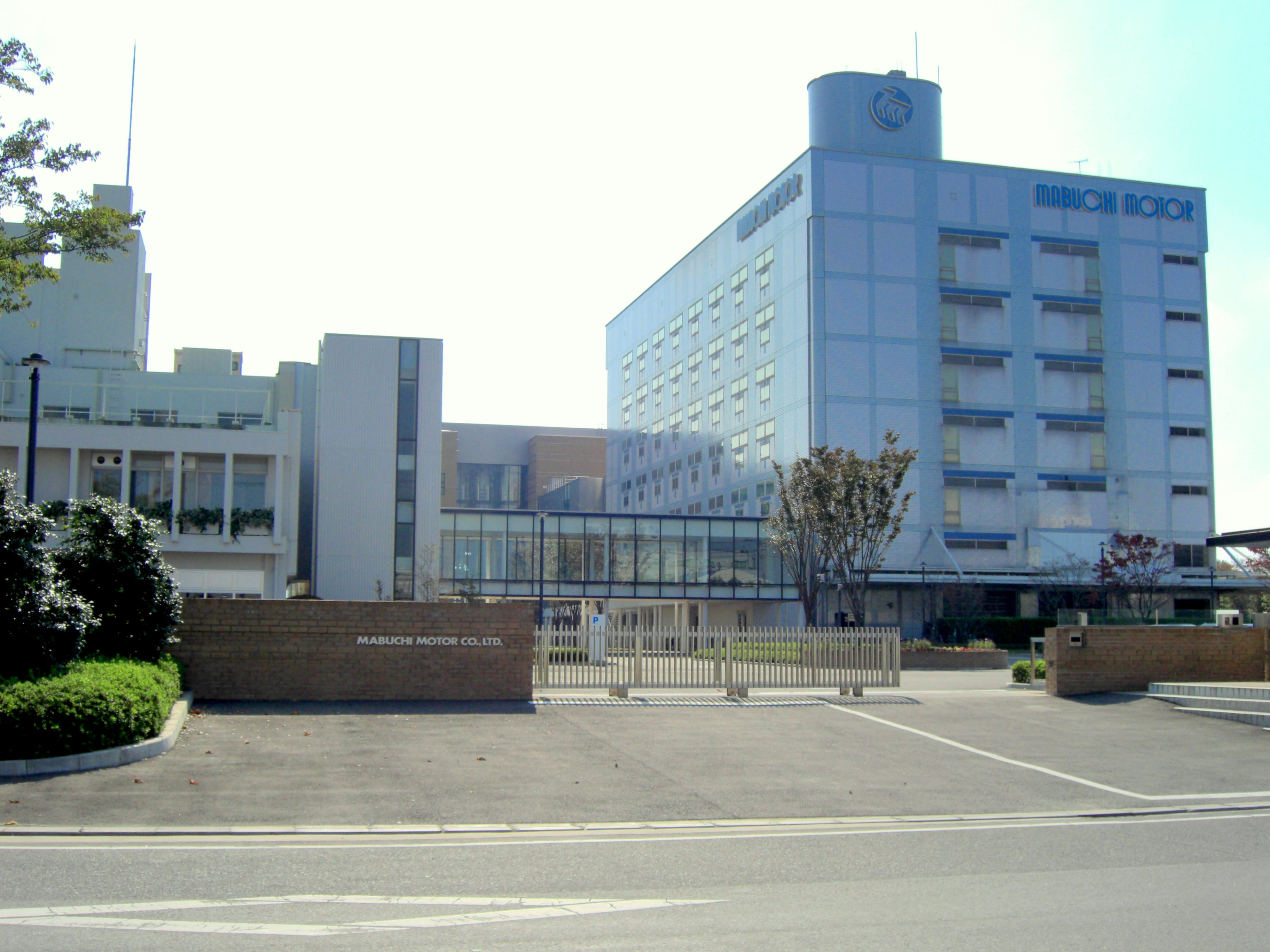
Unternehmenssitz

Mabuchi Motor KK (jap. マブチモーター株式会社, Mabuchi Mōtā Kabushiki kaisha) ist ein an der Tokioter Börse notiertes japanisches Unternehmen und einer der weltweit bedeutendsten Hersteller von kleinen Elektromotoren.
Das Unternehmen wurde 1954 von Ken’ichi Mabuchi (馬渕 健一, Mabuse Ken’ichi) gegründet und produzierte von Anfang an Elektromotoren für Spielzeuge und technische Instrumente.
Das Unternehmen entwickelte dazu eine spezielle Ankerwickelmaschine, die die Herstellung der zum Teil sehr kleinen Anker vereinfachte.
Ab 1963 baute Mabuchi die Motoren des Typs FT und RS, die den wirtschaftlichen Durchbruch darstellten und in verbesserter Form bis heute produziert werden. FT-Motoren fanden in aller Art von Spielzeugen breite Anwendung, z. B. in Slotcars (Autorennbahnen) und Loks von Modelleisenbahnen. Auch Motoren von Lego, Fischertechnik und ähnlichen Baukästen sind Mabuchi-Motoren.
Die RS-Motoren sind größer und wurden in Heimgeräten aller Art (z. B. Tonbandgeräten und Plattenspielern), aber auch in ferngesteuerten Modellautos und Booten verbaut. Im Bereich ferngesteuerter Autos, Boote und auch Fluggeräten sind die Motoren bis heute im Einsatz.
Seit den 1980er Jahren werden Mabuchi-Motoren auch in Videorekordern und batteriebetriebenen Elektrowerkzeugen wie Akkuschraubern eingesetzt, womit neue Märkte erschlossen wurden. Unter anderem konnte am Video-Boom direkt wirtschaftlich partizipiert werden.

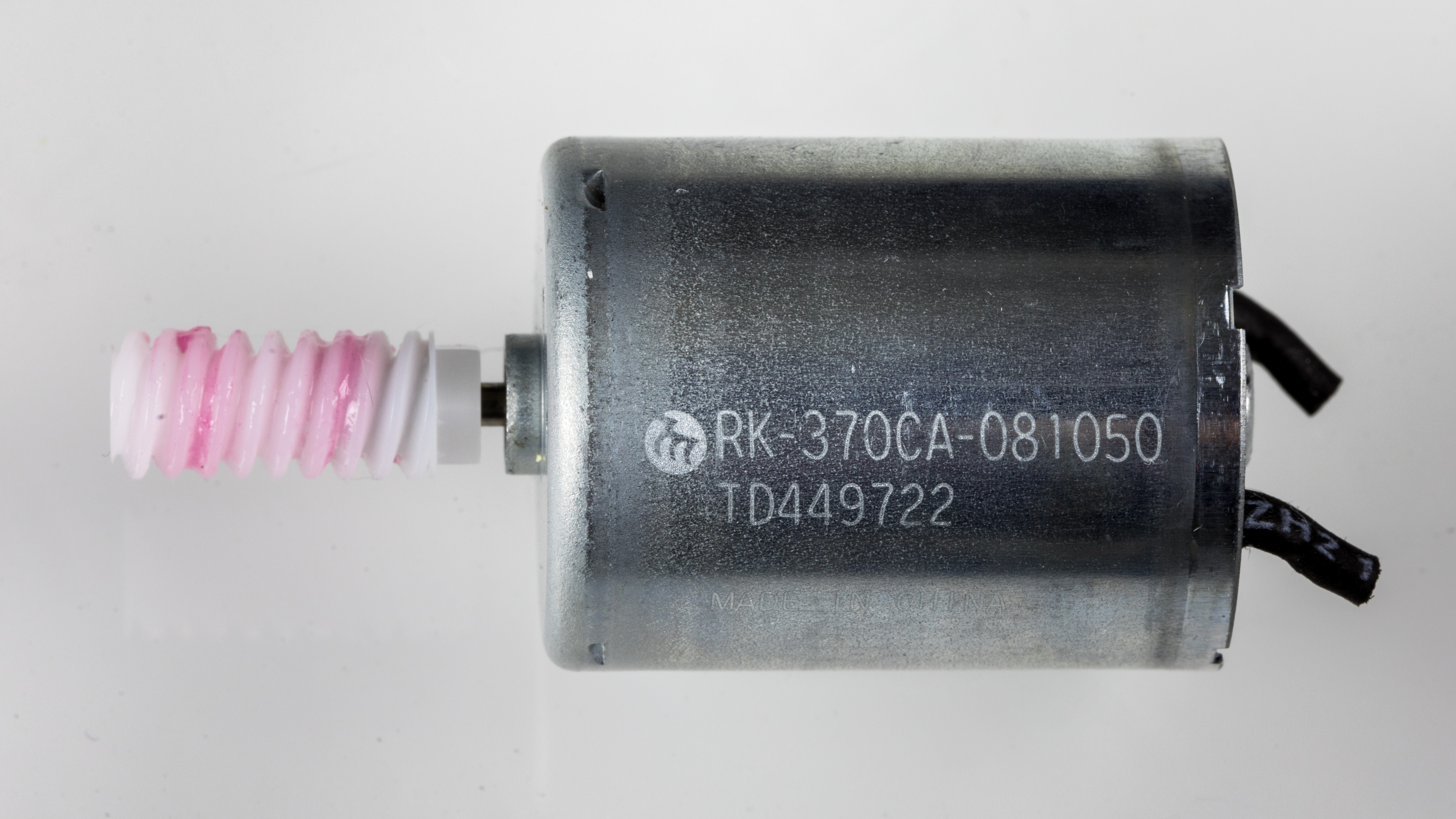
Mabuchi-Motor aus einem Laserdrucker

Heute werden die Motoren praktisch überall eingesetzt, wo kleine Elektromotoren benötigt werden:
- Haushaltsgeräte wie elektrische Zahnbürsten, Haartrockner, Rasierer und kleinere Staubsauger
- Werkzeuge wie Akkuschrauber, Bohrmaschinen und Kreissägen
- jede Art von elektrisch angetriebenem Spielzeug und Modellen
- im Automobilbau als Fensterheberantrieb, in der elektrischen Sitzverstellung, Zentralverriegelung oder Außenspiegelverstellung
- in Unterhaltungselektronik wie CD-Spielern, Kameras, DVD-Rekordern und Spielkonsolen
- in der IT-Branche in Druckern, CD-/DVD-Brennern und Fotokopierern

Das Unternehmen beschäftige Ende 2012 in der ganzen Unternehmensgruppe rund 29.000 Mitarbeiter und erwirtschaftete 2012 einen Jahresumsatz von ca. 85 Milliarden Yen, also etwa 710 Millionen Euro.